# Kocher mit Seitentälern
Kocher mit Seitentälern este o arie protejată (sit de importanță comunitară — SCI, arie de protecție specială avifaunistică — SPA) din Germania întinsă pe o suprafață de 888,4 ha, integral pe uscat.

## Localizare
Centrul sitului Kocher mit Seitentälern este situat la coordonatele 49°15′20″N 9°45′38″E / 49.2556°N 9.7606°E.

## Înființare
Situl Kocher mit Seitentälern a fost declarat arie de protecție specială avifaunistică în noiembrie 2007 pentru a proteja 6 specii de animale. Situl a fost protejat și ca sit de importanță comunitară în noiembrie 2007.

## Biodiversitate
Situată în ecoregiunea continentală, aria protejată nu include niciun habitat protejat.
La baza desemnării sitului se află mai multe specii protejate de  păsări (6): fluierar de munte (Actitis hypoleucos), pescăruș albastru (Alcedo atthis), Falco peregrinus peregrinus, Mergus merganser merganser, ciocănitoare verzuie (Picus canus), Tachybaptus ruficollis ruficollis